# Xaibe
Xaibe (ʃaɪˈbeɪ) ist ein Ort im Corozal District in Belize. Die Bevölkerung besteht hauptsächlich aus Mayathan-Maya. 2010 hatte der Ort 1575 Einwohner.

## Geographie
Der Ort liegt im Norden von Belize unweit der Küste der Bucht von Chetumal in der Ebene. Das Gebiet ist geprägt durch intensive Landwirtschaft und rechtwinklig angelegte Felder und Straßen. Im Norden verlaufen die Gewässer zur Four Mile Lagoon und nach Süden in die Ranchito Lagoon. Zum Ort gehört als Ortsteil Tacistal.
Die nächstgelegenen Orte sind Patchacan im Nordwesten mit dem Ortsteil Xcanluum, Corozal mit den Ortsteilen San Andres, sowie Ranchito im Osten, Carolina im Südosten, Calcutta.

### Verkehr
Von Xaibe verläuft eine Nebenstraße nach Süden nach Corozal und Carolina zum Philip Goldson Highway und eine weitere Straße von Xaibe nach Nordwesten nach Patchacan an den Corozal Bypass.
Der Flughafen Corozal (Ranchito Airstrip) liegt nur etwa zwei Kilometer weiter östlich bei San Andres.

## Geschichte
Der Name Xaibe bedeutet in der lokalen Maya-Sprache „Kreuzung“.
Der Ort wurde unter anderem von den Hurrikanen Janet (1955) und Dean (2007) schwer getroffen.

## Bildung
In Xaibe gibt es eine Grundschule, welche von der katholischen Kirche betrieben wird.